# Ceanothus crassifolius
Ceanothus crassifolius là một loài thực vật có hoa trong họ Táo. Loài này được Torr. mô tả khoa học đầu tiên năm 1857.

## Hình ảnh

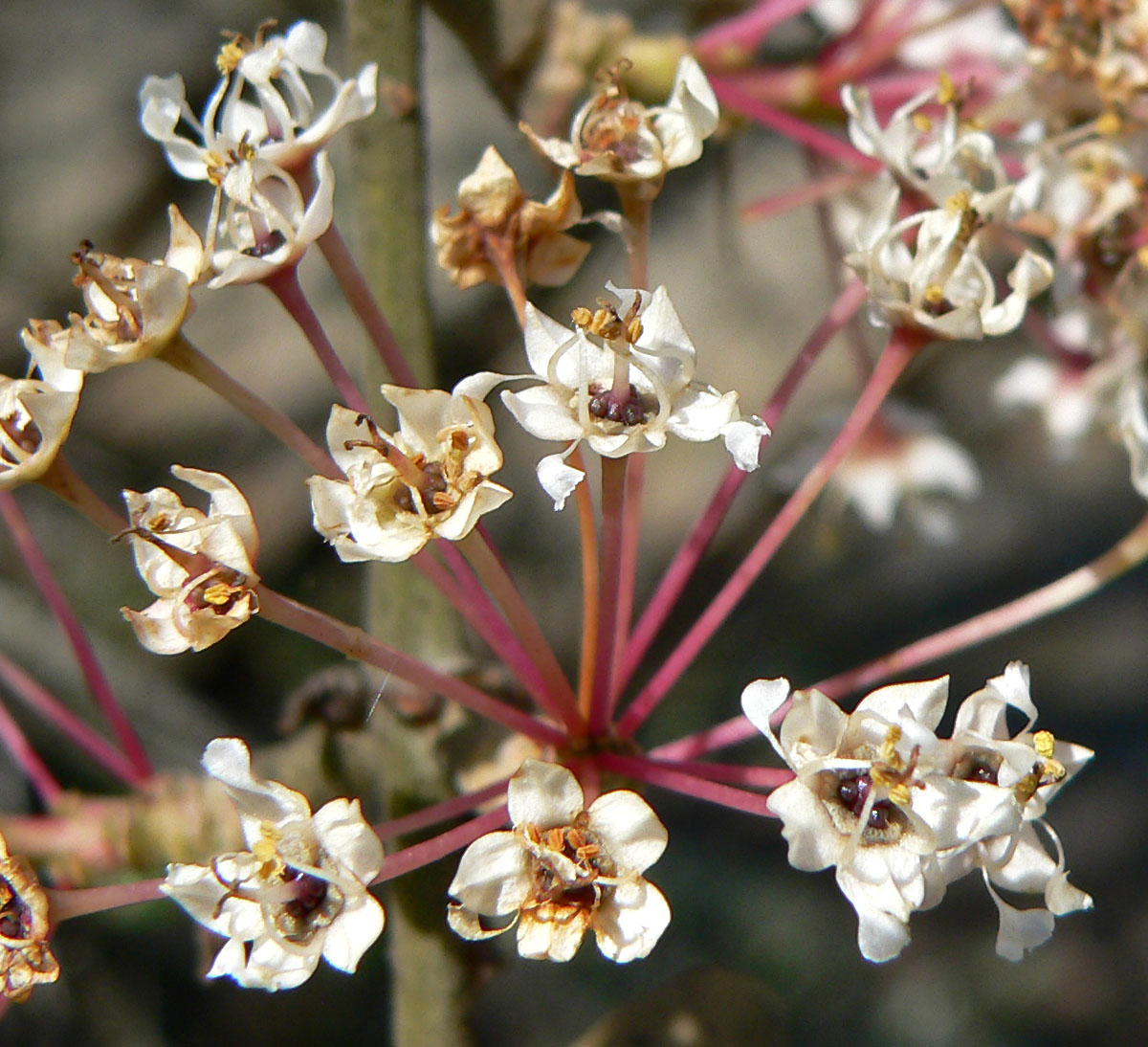
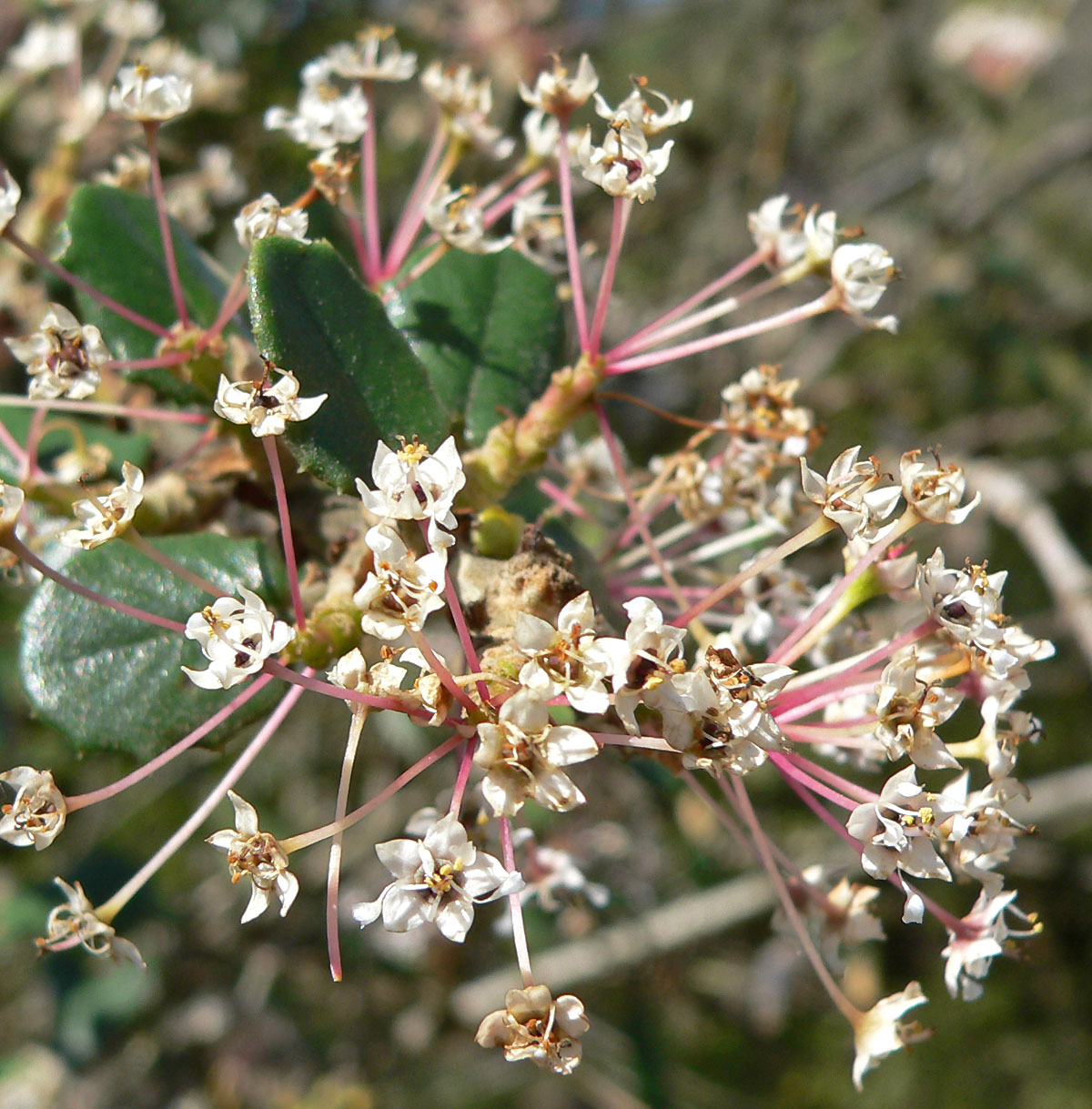
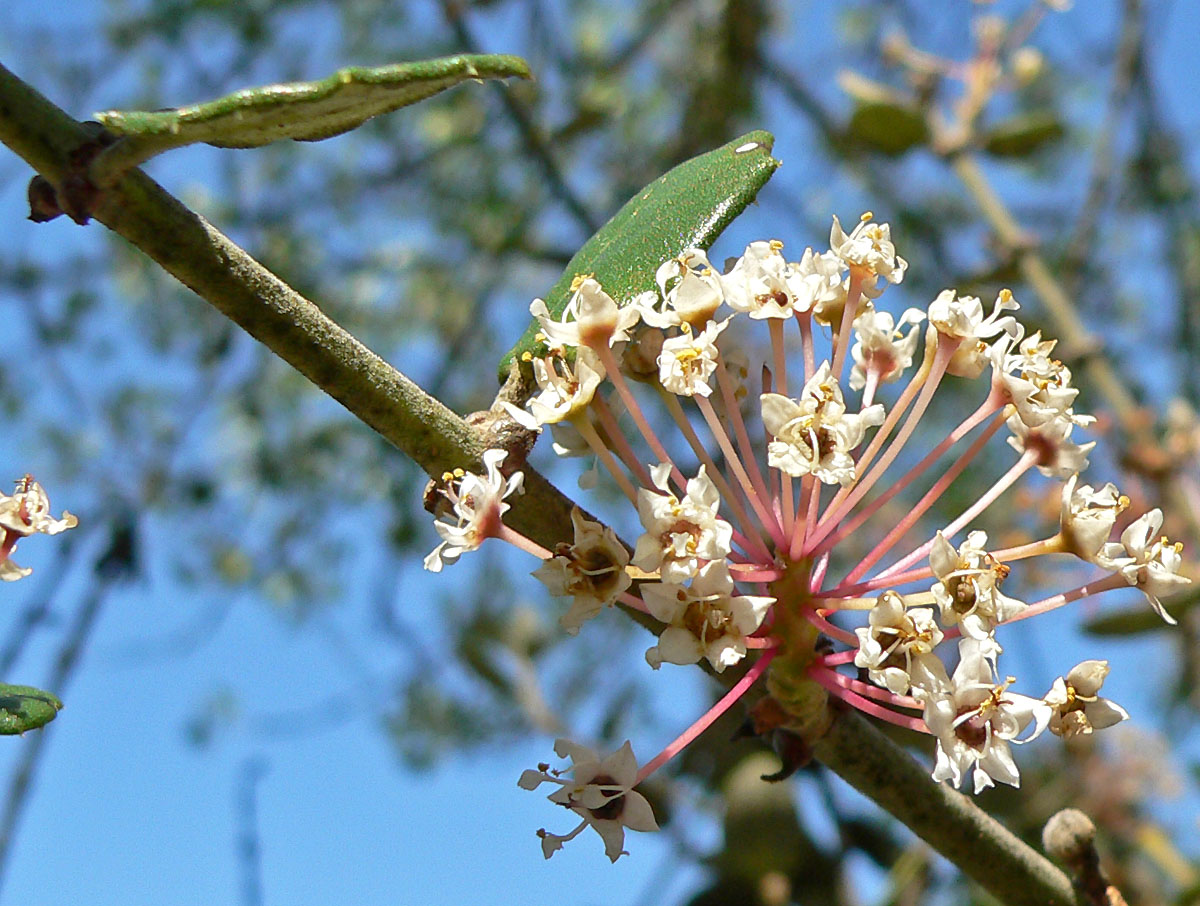
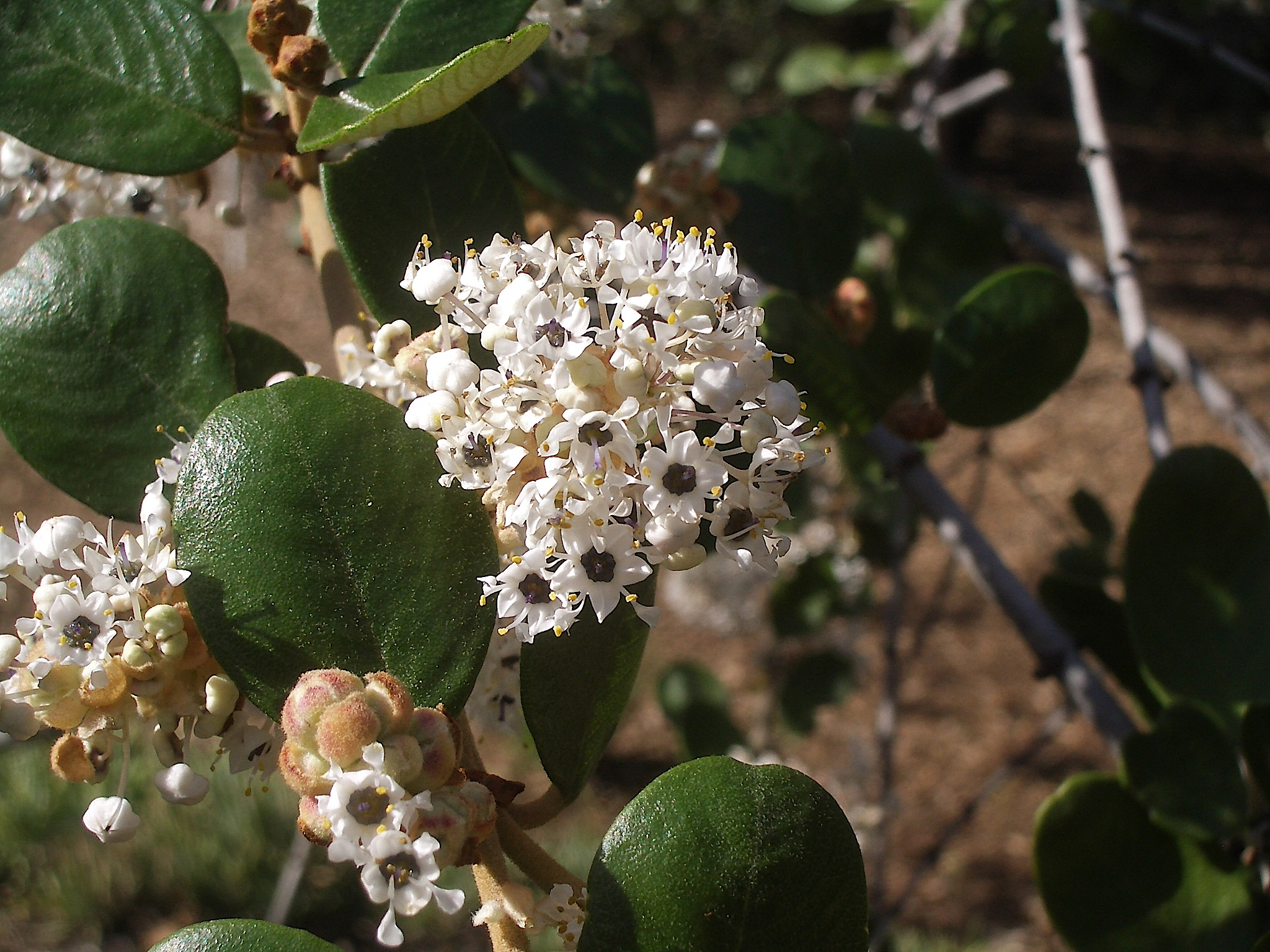